# BLUE SHARK
「BLUE SHARK」（ブルー・シャーク）は、日本のギタリストである高中正義が1993年12月1日にリリースした26枚目のシングルである。

## 解説
「BLUE SHARK」は、フジテレビ系『THE・WEEK』のオープニングテーマに使用された。オリジナル・アルバム未収録で、1995年に発売されたベスト・アルバム『Singles 1985-1994 Complete Best』に初めて収録された。
カップリングの「TRIGGERFISH」は、アルバム『AQUAPLANET』からのシングルカットである。
2曲ともにキーボードの演奏は、当時カシオペアのメンバーだった向谷実が担当している。

## 収録曲
| 全作曲・編曲: 高中正義。 |                 |      |            |      |
| #                        | タイトル        | 作詞 | 作曲・編曲 | 時間 |
| 1.                       | 「BLUE SHARK」  |      | 高中正義   | 4:16 |
| 2.                       | 「TRIGGERFISH」 |      | 高中正義   | 4:25 |
| 合計時間:                | 合計時間:       | 8:41 |            |      |